# Enfrontaments al Sàhara Occidental del 2020
Els enfrontaments del Sàhara Occidental al 2020, també conegut com la intervenció militar marroquina a Guerguerat, són un conflicte entre la població sahrauí i el govern del Marroc. Part del Conflicte del Sàhara Occidental, les hostilitats començaren el 21 d'octubre del 2020, amb una intervenció militar marroquina amb l'objectiu de desallotjar a una cinquantena de civils sahrauís provinents dels camps de refugiats de Tinduf que bloquejaven la carretera que uneix el Sàhara sota administració marroquina i Mauritània, a la localitat de Guerguerat. L'acció provocà que uns dos-cents camions marroquins quedaren bloquejats a Mauritània.

## Context
Activistes sahrauís ja havien fet un bloqueig semblant el 2016, quan les forces marroquines traspassaren la zona tampó per tal de construir una carretera en la zona desmilitaritzada.
L'objectiu dels manifestants era cridar l'atenció de la comunitat internacional, bloquejant una important ruta comercial abans que el 30 d'octubre el Consell de Seguretat de les Nacions Unides es reunira per a discutir la renovació de la Minurso. La localitat, a la frontera entre Mauritània i el Sàhara Occidental, hauria de ser una zona destinada a la preservació de l'alto el foc, però roman sota administració marroquina.

## Cronologia

### 13 de novembre
Tres setmanes després del bloqueig, la nit del 12 al 13 de novembre, després de dies enviant efectius a la zona, l'exèrcit marroquí va penetrar per la zona desmilitaritzada, creuant el mur marroquí per tres punts diferents, segons fonts sahrauís. L'exèrcit sahrauí va respondre a l'acció, amb tirs a l'aire per part dels dos bàndols, però sense que hi haguera enfrontament directe ni baixes. La República Àrab Sahrauí Democràtica (RASD) va acusar al Marroc d'enviar "matons vestits de civils" per boicotejar la protesta pacífica dels civils que hi havia des del 21 d'octubre, així com de cremar les haimes on s'hi allotjaven.
El Front Polisario, força de govern als territoris alliberats de la República Àrab Sahrauí Democràtica, havia desallotjat als civils de la localitat, i el mateix 13 de novembre feia una crida pública on s'afirmava que començava la guerra per l'alliberament del seu poble, en considerar que el Marroc havia violat l'alto el foc del 1991.
Mentre que mitjans de comunicació sahrauís asseguren que s'estan produint grans protestes a Al-Aaiun, capital no oficial del Sàhara Occidental i sota el control marroquí, en contra «l'atac» a Guerguerat, els mitjans de comunicació oficialistes es feren ressò de les declaracions de l'alcalde Moulay Hamdi Ould Errachid, germà del diplomàtic Khalihenna Ould Errachid, que assegurava que els habitants de la ciutat donaven suport a les accions marroquines. Équipe Média va denunciar que el govern marroquí estava exercint un fort dispositiu policial, i que havia detingut diversos activistes, com Fatimatou Dahouar i Ajna Galli, muller del pres polític Mohamed Bani. A Smara hi hagueren manifestacions reprimides per la policia.

#### Atac a Mahbes
A Mahbes, en l'extrem nord-est del Sàhara Occidental, les forces del Front Polisario van atacar la base militar marroquina amb llançacoets Katiuixa, esdevenint així el primer enfrontament armat al Sàhara Occidental des que es va firmar l'alto el foc el 1991. Les fonts marroquines afirmaven que el seu exèrcit havia repel·lit l'atac sahrauí utilitzant armament antitanc. Aquell mateix dia, les forces sahrauís van atacar quatre bases i dos punts de controls marroquins al mur. Segons fonts sahrauís, causaren baixes mortals i destruïren les posicions.

### 14 de novembre
La matinada del 14 de novembre, el president de la RASD, Brahim Gali, va emetre un nou comunicat on donava per finalitzats els compromisos de l'alto el foc del 1991, per la qual cosa es reprenien oficialment les hostilitats. Aquell mateix dia, les forces sahrauís bombardejaren Echergan. Des del Marroc, van negar que hageren patit cap víctima mortal en cap dels dos dies d'enfrontaments.
Els dies posteriors continuaren els enfrontaments a través del mur marroquí. El quinze de novembre, les fonts marroquines van afirmar haver abatut un carro de l'exèrcit sahrauí a prop d'Al Mahbes.

## Reaccions

### Organitzacions internacionals
- El Secretari General de les Nacions Unides, António Guterres, ha lamentat en el dia 13 de novembre que la mediació de les Nacions Unides no hagi servit per evitar l'actual escalada de tensió entre el Marroc i el Front Polisario i ha expressat la seva «greu preocupació respecte les possibles conseqüències dels últims esdeveniments».[29]
- Unió Africana[30][31] - Es posiciona a favor d'un «referèndum d'autodeterminació» a Sàhara Occidental.[32]

### Països estrangers

#### A favor de l'alto el foc i/o autodeterminació sahrauí
- Algèria - Considerat el principal aliat del Front Polisario i també un dels països que no té relacions diplomàtiques amb el Marroc, ha lamentat, a través del Ministeri d'Afers Exteriors, «les greus violacions de l'alto el foc» i ha instat al "cessament immediat d'aquestes operacions militars, les conseqüències de les quals podrien afectar l'estabilitat de tota la regió".[33] També ha instat a les dues parts «a fer prova d'un sentit de responsabilitat i contenció i respectar, en la seva integralitat, l'acord militar signat entre tots dos i l'ONU» i ha demanat que «les Nacions Unides i el MINURSO segueixin complint amb la seva missió de manera imparcial tal com ho exigeixin les circumstàncies actuals».[33]

- Espanya - El Ministeri d'Afers Exteriors ha instat, en un comunicat, mantenir l'alto el foc i destaca la «importància de la estabilitat d'aquesta regió estratègica, eix clau entre Àfrica i Europa» i demana «reprendre el diàleg per avançar a una solució política, justa i duradera i mútuament» segons els paràmetres que estableixen de manera reiterada les resolucions del Consell de Seguretat de les Nacions Unides».[34][35] El vicepresident segon del govern espanyol i líder d'Unides Podem Pablo Iglesias ha citat, en un tuit, la resolució 973 del Consell de Seguretat de les Nacions Unides en que demana un referèndum d'autodeterminació del poble de Sàhara Occidental.[36]
- Mauritània - El Ministeri d'Afers Exteriors ha instat a les dues parts a «intentat mantenir l'alto el foc» i a buscar una «solució consensuada de manera urgent i d'acord amb els mecanismes de l'ONU».[33]
- Rússia - El Ministeri d'Afers Exteriors ha instat a les dues parts a «complir amb l'alto el foc». També demana buscar una resolució del conflicte «exclusivament per mitjans polítics» i demana al secretari general de l'ONU que enviï un nou enviat personal amb l'objectiu de promoure la pau i també que s'ampliï les funcions de MINURSO per garantir aquest objectiu.[37]
- Veneçuela[38][39] El ministre d'Afers Exteriors Jorge Arreaza ha reiterat el suport de Veneçuela al dret d'autodeterminació de la República Àrab Sahrauí Democràtica (RASD).[40]

- Canadà,[41][42] Cuba,[43] Egipte,[44]  Grècia,[45]  Hongria,[46]  Irlanda,[47]  Noruega,[48]  Portugal,[49]  Suècia,[50]  Sud-àfrica,[51]  Suïssa,[52]  Txèquia[46] van publicar missatges a Twitter a favor de l'alto al foc.

#### A favor de les accions de Marroc
- Bahrain - En un comunicat del Ministeri d'Afers Exteriors ha expressat la seva solidaritat amb el «germà» Marroc i ha condemnat les hostilitats de les «milícies "Polisario" i a les seves perilloses provocacions al pas de Guerguerat al Sàhara marroquí, que constitueixen una greu amenaça per al moviment civil i comercial, i representen una violació dels acords militars i un intent de desestabilitzar la seguretat i l'estabilitat a la regió, obligant al Regne del Marroc a iniciar Operació per restablir el trànsit en aquest pas fronterer vital, segons les autoritats que li van delegar, i d'acord amb la legitimitat internacional».[53]
- Guyana - El ministre d'Afers Exteriors Hugh Hilton Todd anuncia en una carta dirigida al seu homòleg marroquí que retira el seu reconeixement de la RASD, la qual qualifica de «fantasmal», i dona suport a als esforços de les Nacions Unides per aconseguir una solució pacífica i mútuament acceptable.[54]
- Palestina (Estat amb reconeixement limitat)- L'ambaixada palestina a Rabat ha reiterat, en un comunicat oficial, el suport a la integritat territorial de Marroc.[55]
- Aràbia Saudita,[56]  Bulgària,[57]  Burkina Faso,[58][46][59]  Comores,[44][60]  Djibouti,[44]  Dominica,[46]  Emirats Àrabs Units,[61]  França,[62]  Gabon,[44][63]  Gàmbia,[64]  Haití,[65]  Iemen,[66][67]  Jordània,[68]  Kuwait,[69]  Malawi,[46]  Oman,[70]  Qatar,[71]  República Centreafricana,[44]  Turquia,[72][73]  Txad[74][75] van mostrar suport públic al Marroc

### Països Catalans
- Catalunya - El conseller d'Acció Exterior, Relacions Institucionals i Transparència Bernat Solé i Barril va expressar, en un tuit, la seva preocupació pel trencament de l'alto el foc, va donar suport al Secretari General de les Nacions Unides en el «restabliment de la pau» i va desitjar «una solució negociada, pacífica i duradora, complint les resolucions del Consell de Seguretat de les Nacions Unides».[76]
- Illes Balears - La presidenta del Govern balear Francina Armengol,[77] i el seu Consell van comunicar la seva preocupació per l'actuació de l'exèrcit marroquí i la voluntat de «solucionar aquesta nova crisi per la via de la pau», així com van demanar a la MINURSO «que avanci en el compromís adquirit el 1991 per celebrar el referèndum d'autodeterminació per tal que el poble sahrauí pugui decidir lliurement i pacíficament quin ha de ser l'estatus territorial del Sàhara Occidental».[78]

L'organització juvenil Arran, que forma part de l'Esquerra Independentista, el partit ERC, i el senador de Més per Mallorca, Vicenç Vidal Matas, van mostrar suport al poble sahrauí. Més per Menorca també va donar suport al poble sahrauí, va condemnar rotundament l'atac marroquí i va criticar l'Estat espanyol i la comunitat internacional per la seva passivitat «davant els atacs i agressions que pateix [el poble sahrauí]». El partit Junts per Catalunya també ha donat suport al poble sahrauí, ha criticat el «nou abandonament» d'Espanya el Sàhara Occidental i ha reclamat la celebració d'un referèndum d'autodeterminació.
El partit valencià Compromís va condemnar, en un tuit, «l'agressió del Marroc a la llibertat i sobirania del Sàhara Occidental i a la legalitat i acords internacionals» i va reclamar un «Sàhara Lliure».

### Altres
L'únic diputat de BNG al Congrés dels Diputats Néstor Rego ha mostrat «tota la solidaritat amb el Front Polisari i el poble sahrauí» i ha destacat que «el camí cap a la pau passa per l’autodeterminació i la independència del Sàhara Occidental». El partit polític europeu Aliança Lliure Europea ha denunciat que «el Marroc envaeix el Sahara occidental i trenca l'alto el foc» i han exclamat que «Sàhara Occident ha de ser lliure».
El Partit Comunista d'Espanya i el seu secretari general i també diputat d'Unides Podem al Congrés dels Diputats, Enrique Santiago, han denunciat «l'atac militar de Marroc contra civils sahauris», han expressat el seu suport al Front Polisario i han demanat a les Nacions Unides que actuï d'immediat.
El partit basc Euskal Herria Bildu denuncia la «ocupació il·legal de Marroc del territori sahrauí», dona suport el Front Polisario i la RASD i apel·la la responsabilitat de l'Estat espanyol.
El Partit Nacionalista Basc demana la retirada de Marroc de la franja de Guerguerat, insta al Govern espanyol augmentar la ajuda humanitària i es solidaritza amb el «poble sahrauí».